# پورتو لراس
پورتو لراس (انگلیسی: Puerto Lleras) نام شهری در کشور کلمبیا است.